# 3186 Manuilova
3186 Manuilova (1973 SD3) là một tiểu hành tinh vành đai chính được phát hiện ngày 22 tháng 9 năm 1973 bởi N. Chernykh ở Nauchnyj.